# Komorane (miasto Kruševac)
Komorane (cyr. Коморане) – wieś w Serbii, w okręgu rasińskim, w mieście Kruševac. W 2011 roku liczyła 125 mieszkańców.